# Chmielówka (obwód tarnopolski)
Chmielówka (ukr. Хмелівка, Chmeliwka) – wieś na Ukrainie, w obwodzie tarnopolskim, w rejonie tarnopolskim, w hromadzie Mikulińce.

## Historia
Dawniej wieś znana była też pod nazwą Wieniawka. Podczas wojny polsko-austriackiej 1809 doszło do walk pod Wieniawką, w których uczestniczył 8 Pułk Ułanów płk. Kazimierza Rozwadowskiego.
W II Rzeczypospolitej wieś w powiecie trembowelskim w województwie tarnopolskim.
W latach 1944–1945 nacjonaliści ukraińscy z OUN-UPA zamordowali tutaj 15 Polaków, grabiąc polskie gospodarstwa.
Do 2020 w rejonie trembowelskim.